# Detlef Czybulka
Detlef Czybulka (* 13. Juli 1944 in Reisern) ist ein deutscher Rechtswissenschaftler.
Detlef Czybulka studierte von 1965 bis 1969 Rechtswissenschaften an den Universitäten München und Genf/Schweiz. Er promovierte nach dem Ablegen des Assessorexamens im Wintersemester 1973/1974 in München. Danach war er als Rechtsanwalt und als wissenschaftlicher Assistent an der Universität Augsburg tätig. 1978 bis 1980 erhielt er ein Stipendium der Deutschen Forschungsgemeinschaft und war zwischen 1984 und 1987 wieder als Anwalt tätig. 1984 wurde er Lehrbeauftragter an der Universität Augsburg und habilitierte 1987 in Augsburg. Ab 1987 war im Rahmen von Lehrstuhlvertretungen, forensischer und gutachterlicher Tätigkeit im Öffentlichen Recht beschäftigt. Im Oktober 1993 wurde er an den Lehrstuhl für Staats- und Verwaltungsrecht, Umweltrecht und Öffentliches Wirtschaftsrecht an der Universität Rostock berufen. Ab 1995 bis 2011 veranstalte der Lehrstuhl kontinuierlich die „Warnemünder Naturschutzrechtstage“. Von Juli 1996 bis September 2002 war er Geschäftsführender Direktor des 1996 gegründeten Instituts für Anwaltsrecht und anwaltsorientierte Juristenausbildung an der Universität Rostock und bis 2002 auch Direktor des Instituts für Seerecht und Umweltrecht. Von 1998 bis 2002 war er im Nebenamt auch Richter am Oberverwaltungsgericht Greifswald. Von 2000 bis 2002 war Czybulka Dekan der Juristischen Fakultät und von Oktober 2002 bis September 2006 Prorektor der Universität Rostock für Studium, Lehre und Evaluation. Von 2007 bis 2011 war Czybulka Prodekan der neu gegründeten Interdisziplinären Fakultät und bis 2017 dort aktives Mitglied im Department Maritime Systeme, wo er auch nach seiner Emeritierung (2011) eine interdisziplinäre Forschungsgruppe leitete. 
Ehrenamtlich engagierte sich Czybulka im Naturschutzbund Deutschland (NABU) und war von 1997 bis 2004 Landesvorsitzender in Mecklenburg-Vorpommern. Zur Fortführung der Tradition der Warnemünder Naturschutzrechtstage wurde der Verein Deutscher Naturschutzrechtstag (e.V.) 2012 in Kassel gegründet, dessen Vorsitzender Prof. Czybulka von 2012 bis November 2023 gewesen ist. Im April 2024 erscheint sein populärwissenschaftliches Buch „Der Schutz unserer Meere“ im Oekom-Verlag. Czybulka ist Herausgeber der „Beiträge zum Landwirtschaftsrecht und zur Biodiversität“ (Nomos-Verlag) und Mitherausgeber der Zeitschrift für Europäisches Umwelt- und Planungsrecht (EurUP) und der Zeitschrift „Natur und Recht“. 
Seine Forschungsschwerpunkte liegen aktuell im Meeres- und terrestrischen Naturschutzrecht auf allen Rechtsebenen, Umweltvölkerrecht und Internationalen Seerecht, zuvor auch im Verwaltungsprozessrecht und Staatsrecht. Im Staatsrecht befasste er sich besonders mit den Problemen der Legitimation des Staates, des Finanzausgleichs und des Föderalismus. Die Rechtsfigur der „Ökologiepflichtigkeit des Eigentums“ hat Czybulka seit 1987 kontinuierlich weiterentwickelt.